# Glasmartre
 (septembre 2011).
Dans le symbolisme religieux irlandais, le glasmartre, connu par la seule Homélie de Cambrai, est une couleur liée au martyre (avec le rouge et le blanc) et à l'ascèse monastique quotidienne des moines irlandais. Une hypothèse récente provenant d'un travail de traduction de M. Michel Ballard (Europe et Traduction) démontrerait que cette couleur, traditionnellement traduite par « vert » ou « bleu », (martyre vert) en gaélique ou en breton, pourrait être l'équivalent de la couleur «  hyacinthinus », c'est-à-dire la couleur et teinture pourpre royale de la Bible.

## La couleurGlas

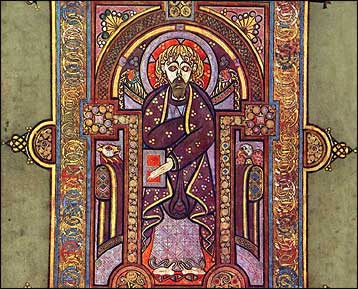
Livre de Kells, Glas signifierai hyacinthinus, couleur pourpre ou bleu royal dans la Bible, violette ou hyacinthe.

Selon les auteurs et les périodes la couleur glas peut symboliser deux teintes différentes.

### Bleu, gris ou vert
Glas [glase] : Sens identique en gallois, gaélique irlandais, cornique et vieux breton : Glaz. En Irlandais, le bleu, ou la couleur verte (couleur de la végétation), se traduit aussi de façon plus nuancée comme bleu, gris ou bleu-gris, couleur du ciel se reflétant dans la mer : « Si l'adjectif Glas signifie vert en Irlandais moderne, il s'applique en Irlandais ancien à un éventail de couleurs comprenant le vert de l'herbe et des feuilles, le bleu du ciel et du saphir, le bleu violet verdâtre de la mer, le gris du loup du sanglier et du coucou, et même la couleur pâle des malades et des cadavres ». De nos jours on traduit par bleu : « le ‘glaz’ est bleu pour un breton mais le glas est vert pour un Irlandais ». Le mot Glas dans le Catholicon signifie la couleur verte : viridis, vert de l’herbe du jardin, verdure.

### Violet,hyacinthinus
Glas fut ensuite [Quoi ?] par Michel Ballard traduit comme un équivalent du mot latin hyacinthinus signifiant la couleur violette, grâce à un travail de confrontation de textes latins et gaéliques (homélie de Cambrai), c'est-à-dire le violet ou la couleur hyacinthe.

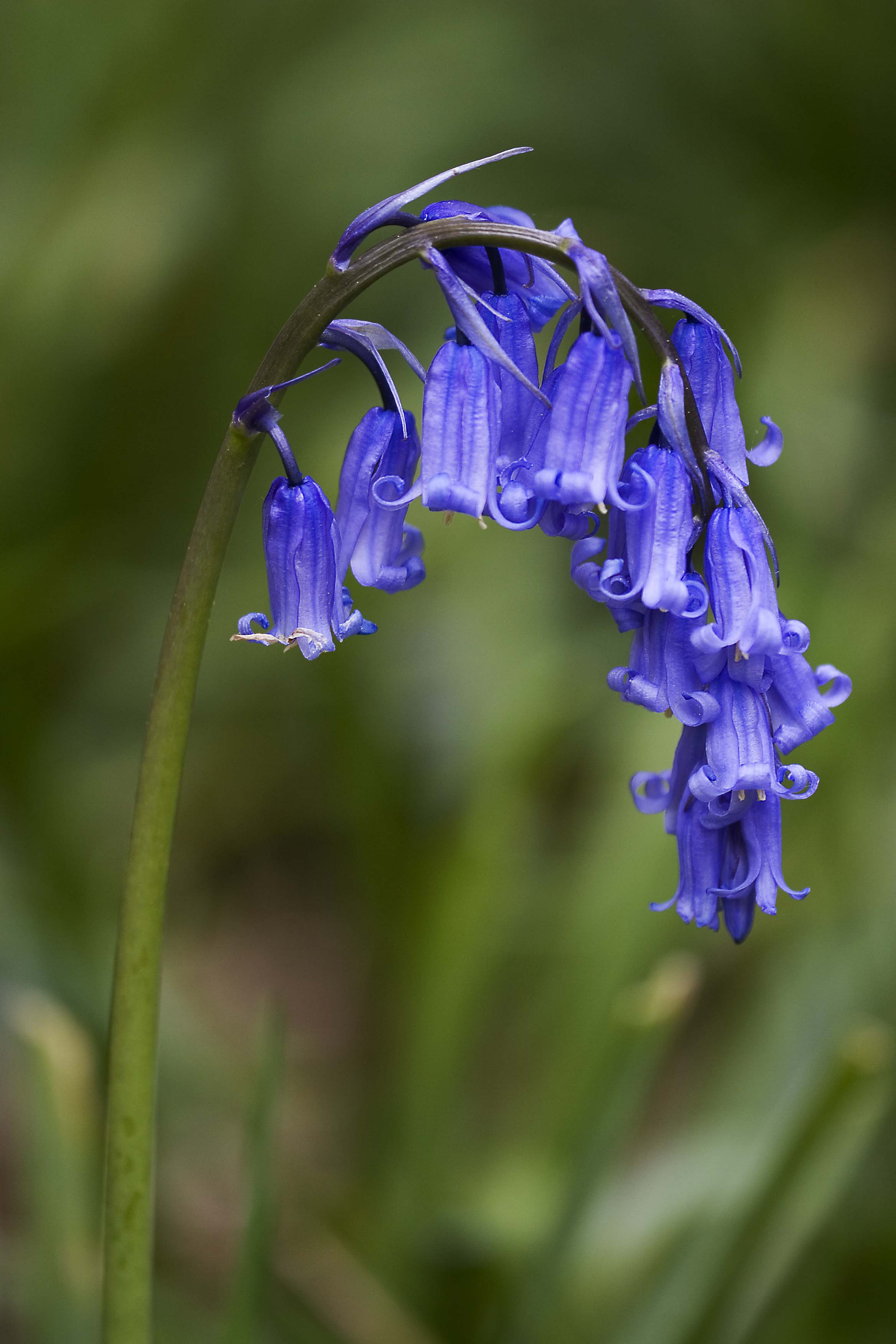
Jacinthe des bois
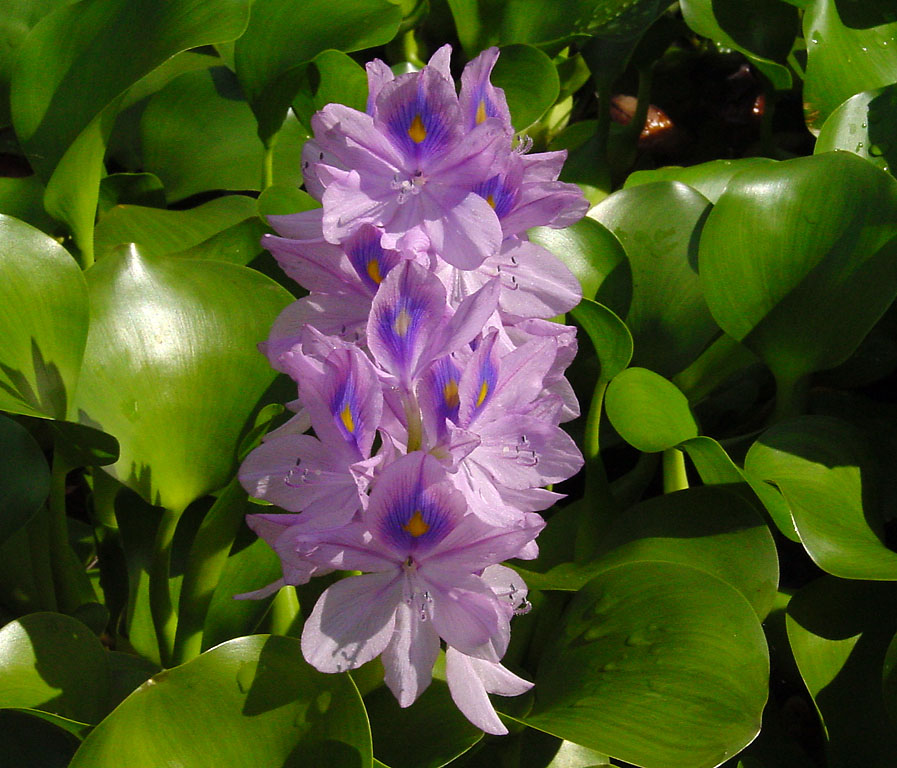
Jacinthe d'eau
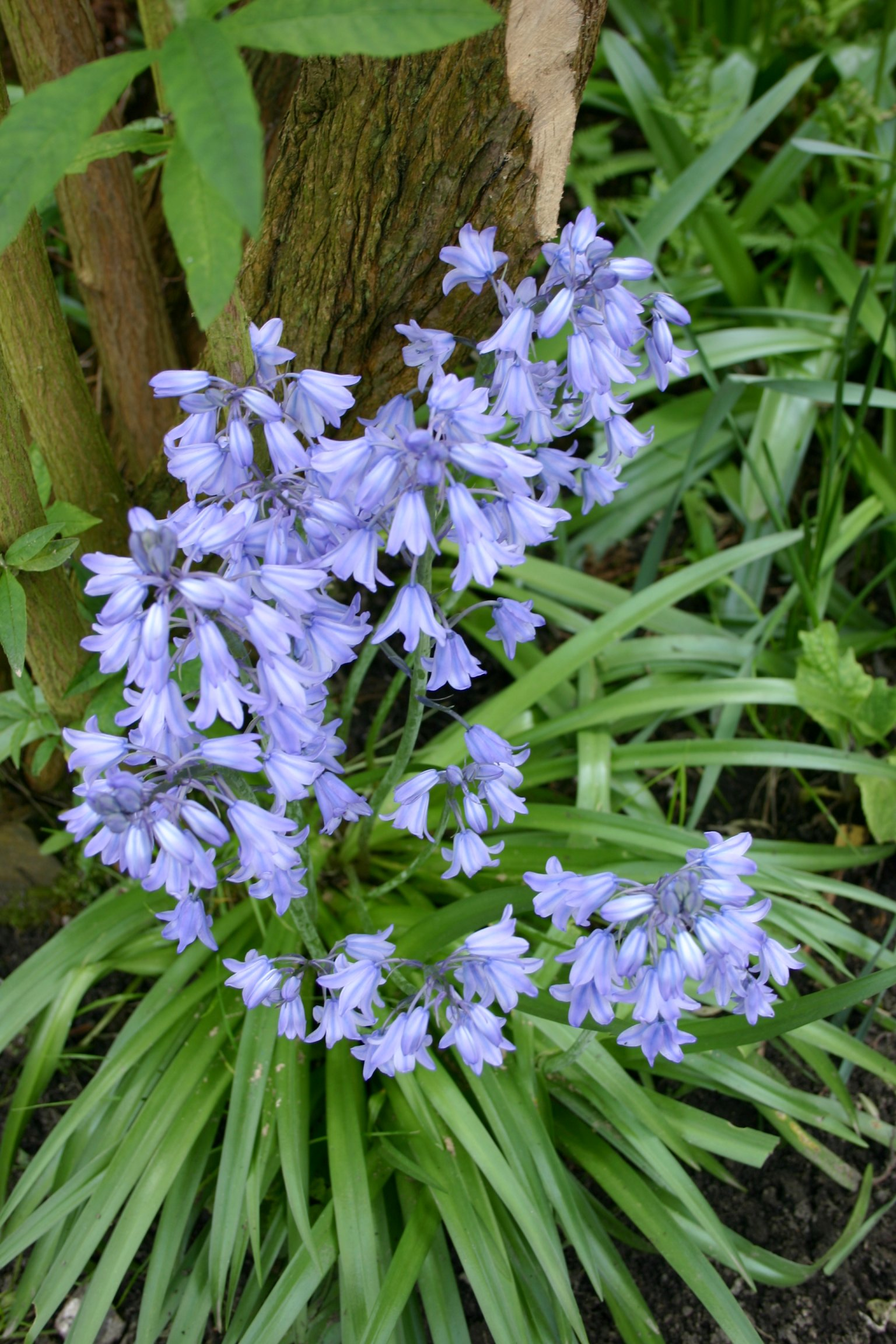
Jacinthe sauvage
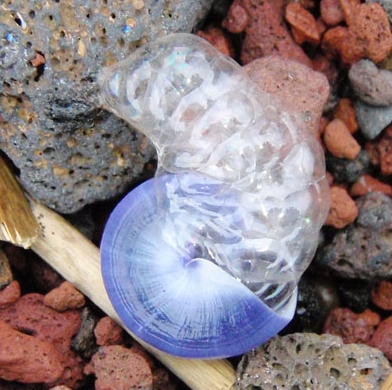
Janthine
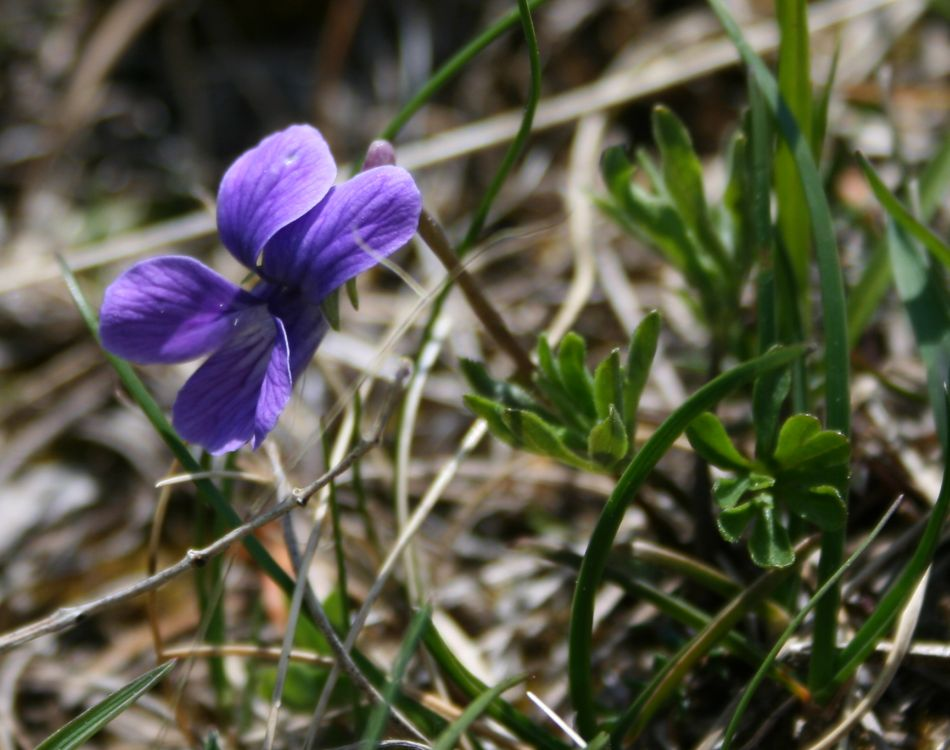
Violette
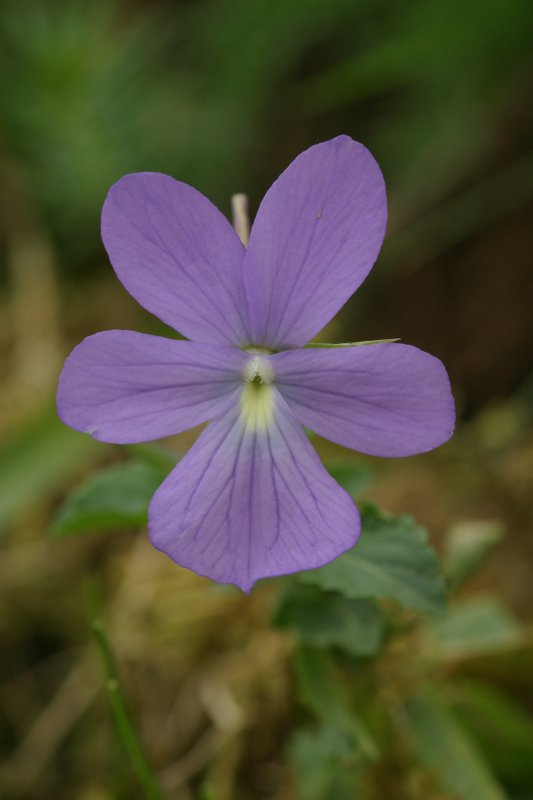

Cette couleur (et teinture) peut avoir deux référents :
- soit la fleur (jacinthe, violette) face à la rose rouge ou au lys blanc, fleur qui tire tantôt vers le bleu (Jacinthe des bois) tantôt sur le violet (Jacinthe d'eau) ;
- soit la couleur bleue (en hébreu, peut-être bleu tekhelet dans la Bible[7], c'est-à-dire violet ou bleu royal), car la couleur des ornements royaux et sacerdotaux[8] venant (peut-être) de la janthine (janthina janthina) coquillage à coquille violette (du grec ianthinos, violet) que l'on trouve aussi sur des côtes irlandaises (mais pas dans la mer Morte), et non pas du murex qui donne la pourpre tyrienne. Couleur pourpre violette provenant du bain des tissus dans un bouillon « d'une des 300 espèces de janthinidés », tekelet étant un des trois mots sémitiques signifiant la couleur pourpre[9]... Ce coquillage rose-violet-bleu peut précisément prendre des reflets verts au fond de la mer[10],[11].

Il s'agirait non pas alors de la couleur verte, mais de la couleur royale hyacinthinus des vêtements sacerdotaux dans l'Ancien Testament. De nombreux textes irlandais en latin, confirment que cette couleur est bien le violet. Cette métaphore a subsisté jusque de nos jours avec la citation de trois fleurs, la rose (dough, rouge), le lys (bàn, blanc) et la violette (glas, c'est-à-dire hyacinthinus, violet-pourpre) : De Théophane Vénard  : « Autre est la rose empourprée, autre le lis virginal, autre l’humble violette. Tâchons tous de plaire, selon le parfum ou l’éclat qui nous sont donnés, au souverain Seigneur et Maître. »   Thérèse de Lisieux développe la même métaphore botanique pour parler de la vocation de chacun : « Longtemps je me suis demandé pourquoi le bon Dieu avait des préférences […] Jésus a daigné m’instruire de ce mystère. Il a mis devant mes yeux le livre de la nature et j’ai compris que toutes les fleurs qu’Il a créées sont belles, que l’éclat de la rose et la blancheur du lys n’enlèvent pas le parfum de la petite violette   … »

## Martyre vert: Glasmartre

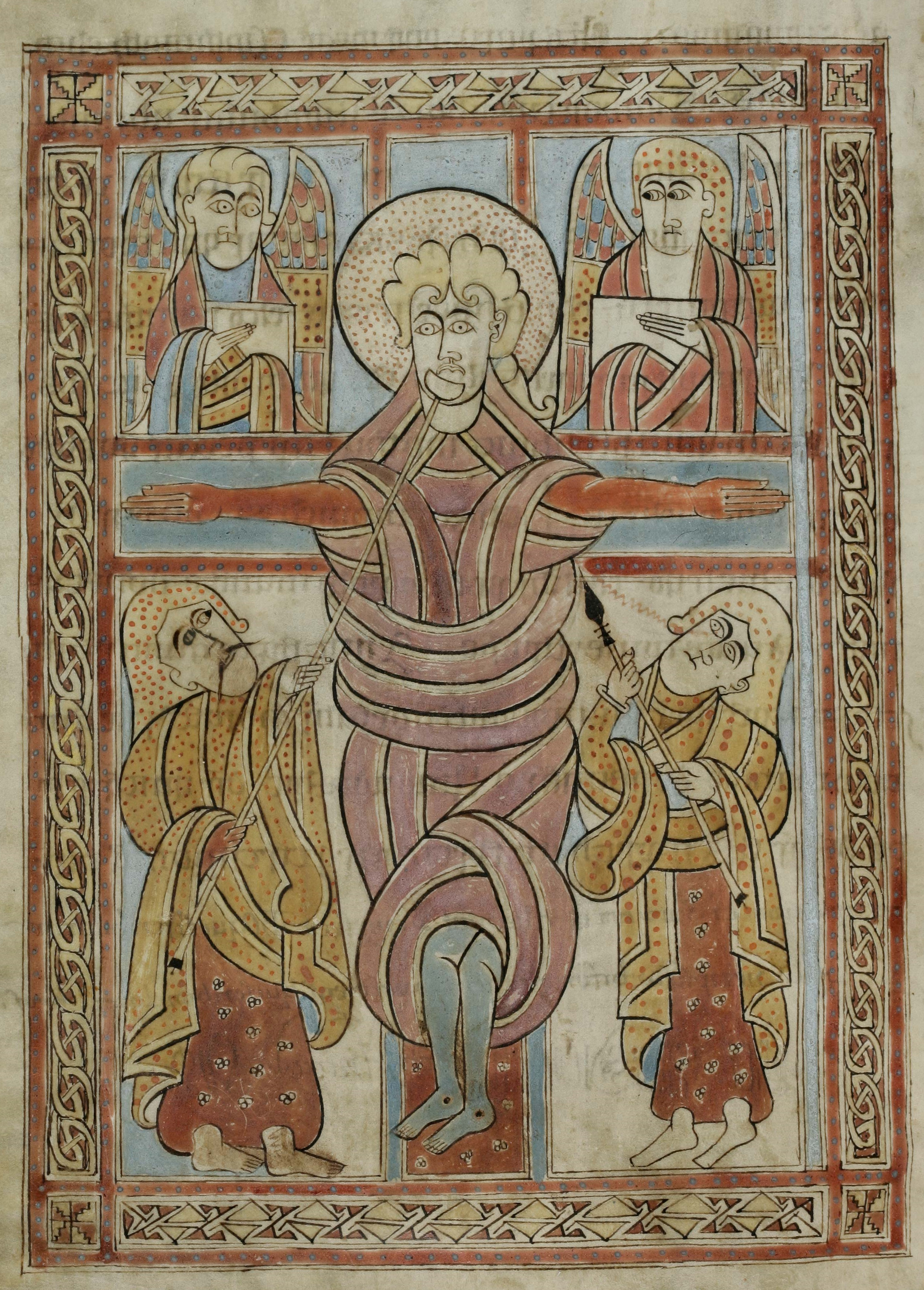
Crucifixion, Évangéliaire irlandais de Saint-Gall, p.266

Ce terme est une des trois couleurs symbolisant le martyre en gaélique chez les Irlandais,.
Ces trois couleurs sont : rouge (dergmartre), blanc (banmartre), vert-bleu ou violet (glasmartre). Clare Stancliffe suggère que le glasmartyre était nommé ainsi parce que les austérités produisaient une couleur et un teint pâle maladif (couleur glas) et indique aussi comme équivalent latin, la couleur iacinthus ou hyacinthus.

### Signification
Les Irlandais appelaient martyre vert ou  glasmartre la pénitence quotidienne : jeûnes, travail, macérations, mortifications, ascétisme.
«  Le martyre vert (ou bleu) consistait en une série de privations continuelles et de mortification des désirs... Le martyre vert consistait en une série de privations continuelles et de mortification des désirs. Les fatigues qu’elles impliquaient testaient la volonté du moine d’accepter pleinement ce régime. Comme le martyre blanc endurcissait le corps et l’habituait aux maltraitances de la nature, le martyre vert forgeait le caractère de l’homme par la pratique de la repentance et de la pénitence. Il lui faisait prendre conscience de la grandeur de l’esprit capable de maîtriser les désirs matériels  »
— Georges Briche , La spiritualité celtique, règles et usages  
Dans l'Homélie de Cambrai le moine souffre le martyre glasmartre (vert, bleu), par le jeûne et le travail, qui coupent des désirs corporels, puis les souffrances quotidiennes supportées pour la pénitence et la repentance, à côté du martyre blanc, l'exil (banmartre) et du martyre rouge, le sang versé (doughmartre).
Les moines trappistes de Tibhirine ont par exemple vécu au XXe siècle ces trois formes de martyre, exil, travail quotidien et martyre sanglant.

## Divers
- Dicton : « Is glas na cnoic i bhfad uainn = l’herbe (des collines cnoic) est plus verte de l’autre côté »[3]
- Glas-lit : Parti vert (Irlande).
- Glas Martre est une œuvre de Jean-Baptiste Mauroux